# فرقة النمر
فرقة النمر  Tiger Squad ، هي فرقة عمليات خاصّة في السعودية بحسب موقع ميدل إيست آي الإخباري في لندن (وهو موقع اتهمته السعودية في 2017 بأنه ممول من قطر وطالبت بغلقة، في حين تنكر إدارة الموقع اتهامات التمويل)، وكذلك مصدر لبي بي سي داخل المملكة العربية السعودية وله قريب في الفرقة، وهو فريق سعودي يتكون من حوالي خمسين ضابطا سعوديا كانت اول عمليه لهم هي الإطاحة ب محمد بن نايف ولي العهد السعودي الأسبق في 2017 تم الكشف عنها في أعقاب اغتيال جمال خاشقجي في أكتوبر 2018.
يطلق على فرقة النمر فرقة الموت وهي مكونة من أعضاء من الجيش وأجهزة المخابرات لديها تفويض لتنفيذ عمليات وإعدامات سرية، وقتل معارضين سعوديين داخل السعودية وخارجها بطريقة "لا يلاحظها أحد" من قبل وسائل الإعلام والمجتمع الدولي". وأكد سعد الفقيه ، الذي يدعي أنه يعلم بأمر هذه الفرقة، أن دور الفرقة كان استهداف وقتل المعارضين السعوديين.

## تاريخها وتكوينها
تم تشكيل فرقة النمر في عام 2017 وعرفت اعتبارًا من أكتوبر 2018، وتتألف من 50 عضو عسكريًا وبشكل سري. يتم تجنيد أعضاء المجموعة من مختلف فروع القوات العسكرية والامنية في السعودية، وتوجيه العديد من مجالات الخبرة. تم التحقق من المصدر بشكل مستقل من قبل Middle East Eye، رغم أنه لم يتمكن من تأكيد معلوماته. أفادت بي بي سي نيوزنايت بأن فريقًا مكونًا من خمسين ضابطًا سعوديًا تم تشكيله في صيف عام 2018 لاستهداف المنتقدين والمعارضين السعوديين،  وبحسب ديفيد إغناتيوس علمت المخابرات الأمريكية في سبتمبر 2018 بوجود "فريق النمر" الذي شكله الفريق احمد العسيري للعمليات السرية ضد أهداف غير معروفة.
وقال مصدر ميدل إيست آي إن فرقة النمر تغتال المعارضين باستخدام طرق مختلفة مثل التخطيط لحوادث السيارات أو حرائق المنازل أو حقن المواد السامة أثناء الفحوصات الصحية المنتظمة أو الاستدراج لاماكن وتصفيتهم. اختار ولي العهد السعودي محمد بن سلمان خمسة أعضاء من فريقه الأمني الشخصي للخدمة في فرقة النمر. اسم الفرقة جاء من "نمر الجيوب" وهو اللقب الذي يعرف به اللواء أحمد عسيري، نائب رئيس المخابرات السعودية.
بحسب الدعوى القضائية التي قدمها ضابطالمخابرات الاسبق سعد الجبري في الولايات المتحدة، فقد تشكّلت فرقة النمر عندما رفض الجبري نفسه طلب ولي العهد محمد بن سلمان استخدام عناصر المباحث العامة السعودية، والتي كانت في ذلك الوقت تحت إمرة الجبري ومحمد بن نايف - للقبض على أمير سعودي يعيش في أوروبا، كان قد وجه انتقادات للملك سلمان على منصات التواصل الاجتماعي.

## العمليات المزعومة
يُزعم أن الأعضاء الخمسة في فرقة النمر التي اختارها محمد بن سلمان قادوا فرقة الموت المكونة من 15 فردًا والمسؤولة عن قتل وتقطيع الكاتب والصحفي في العمود في صحيفة واشنطن بوست جمال خاشقجي داخل القنصلية السعودية في إسطنبول. في تقرير لاحق، ايضا أن سبعة أعضاء من فرقة الموت المكونة من 15 عضوًا كانوا حراس شخصيين لولي العهد محمد بن سلمان . ووفقًا لمصدر بي بي سي، فإن فرقة الموت المكونة من 15 فردًا التي قتلت جمال خاشقجي كانت جزءًا من فرقة النمر (فريق النمر). ذكرت صحيفة نيويورك تايمز أنه وفقًا لمسؤولين أمريكيين لديهم إمكانية الوصول إلى تقارير استخباراتية سرية، فإن أعضاء الفريق المتورطين في قتل خاشقجي شاركوا أيضًا في أكثر من اثنتي عشرة عملية منذ عام 2017. وأشار المسؤولون الأمريكيون إلى هذا الفريق باسم "مجموعة التدخل السريع السعودية Saudi Rapid Intervention Group". ذكرت صحيفة واشنطن بوست نقلاً عن مسؤولين استخباراتيين مجهولين أن بعض أعضاء الفريق تلقوا تدريبات على العمليات الخاصة من قبل شركة تعمل في أركنساس بموجب ترخيص من وزارة الخارجية الأمريكية كجزء من التعاون الأمريكي السعودي.
كما ورد أن فرقة النمر قتلت سليمان عبد الرحمن الثنيان، قاضي محكمة سعودية قُتل بحقن فيروس قاتل في جسده عندما كان يزور مستشفى لإجراء فحص طبي منتظم. ان "إحدى الأساليب التي تستخدمها فرقة النمر لإسكات المعارضين أو المعارضين للحكومة هي" قتلهم بفيروس نقص المناعة البشرية أو أنواع أخرى من الفيروسات القاتلة ". لكن بعض المصادر أفادت بوفاة الثنيان بعد إصابته بمرض مزمن.
وقال مصدر ميدل إيست آي : "علمت بمحاولة أخرى كانت لاستدراج المعارض السعودي عمر عبد العزيز في كندا إلى القنصلية وقتله، لكن عبد العزيز رفض الذهاب وفشلت المهمة. كانت عملية خاشقجي أول عملية [ناجحة]. "  قال عبد العزيز، الذي صنع مقطع فيديو على موقع يوتيوب يسخر من المملكة، إن المسؤولين السعوديين اتصلوا به في وقت سابق من عام 2018 وحثوه على زيارة سفارتهم لاستلام جواز سفر جديد. قال إنهم قالوا "سيستغرق الأمر ساعة واحدة فقط، تعال معنا إلى السفارة". بعد أن رفض، اعتقلت السلطات السعودية اثنين من إخوته وعدد من أصدقائه في السعودية. سجل سرًا محادثاته مع هؤلاء المسؤولين، والتي استمرت عدة ساعات، وقدمها إلى صحيفة واشنطن بوست . لم يزعم هو ولا الصحيفة أن هؤلاء المسؤولين أرادوا قتله.

## الضحايا المزعومين
- جمال خاشقجي [4][15]
- سعد بن خالد الجبري (محاولة) [16]

## القادة والاعضاء
يتصف اعضاء الفرقة بالعديد من الصفات التي تميزهم اهمها الولاء المطلق لوي العهد محمد بن سلمان. وبعد مقتل الصحفي جمال خاشقجي في القنصلية السعودية في اسطنبول، ظهرت عدد من أسماء الفرقة والتي منها:
- ماهر المطرب (ولد عام 1971): هو دبلوماسي سابق، ظهر في عدة صور فوتوغرافية مع ولي العهد السعودي محمد بن سلمان في سفرياته الخارجية إلى مدن مدريد وباريس وبوستن وهيوستن.[18][19]
- صلاح الطبيقي (ولد عام 1971): مدير الطب الشرعي السعودي.[18]
- عبد العزيز محمد الحساوي (ولد عام 1987): حارس شخصي لولي العهد السعودي محمد بن سلمان.[18]
- ثائر غالب الحربي (ولد عام 1979): عنصر في الحرس الملكي السعودي.[18]
- محمد سعد الزهراني (ولد عام 1988): عنصر في الحرس الملكي السعودي.[18]
- مشعل سعد البستاني (ولد عام 1987 وتوفي في 2018): وفقًا لقناة الجزيرة فهو ملازم في القوات الجوية الملكية السعودية.[20] ذكرت مصادر تركية أنه توفي في حادت سير في الرياض بعد عودته للسعودية.[21][22][23]
- نايف حسن العريفي (ولد عام 1986)
- مصطفى محمد المدني (ولد عام 1961)
- منصور عثمان أباحسين (ولد عام 1972)
- وليد عبد الله الشهري (ولد عام 1980)
- تركي مشرف الشهري (ولد عام 1982)
- فهد شبيب البلوي (ولد عام 1985)
- سيف سعد القحطاني (ولد عام 1973)
- خالد عايض الطيبي (ولد عام 1988)
- بدر لافي العتيبي (ولد عام 1973)
- المقدم مشعل فهد السيد، وهو أحد كبار خبراء الحمض النووي في الإدارة العامة للأدلة الجنائية بوزارة الداخلية السعودية.[24]
- خالد إبراهيم عبد العزيز القاسم، ويعمل فنيا في الحمض النووي بالإدارة العامة للأدلة الجنائية في وزارة الداخلية السعودية.
- سعود عبد العزيز الصالح، وهو ضابط استخبارات عسكري كبير في إدارة المخابرات بوزارة الدفاع السعودية
- إبراهيم حمد الحميد، ويعمل في وزارة الخارجية السعودية

## روابط خارجية
- للقصة بقية - "فرقة النمر"..آلة بن سلمان لإسكات معارضيه